# Тодор Някшев
Тодор Някшев е български учител и общественик от Бесарабия.

## Биография
Роден е в молдовското градче Вулкънещ в семейството на бесарабски българи. Установява се в Свободна България и работи във Варна като гимназиален учител.
Някшев е активист на Македоно-одринската организация. През лятото на 1900 година е делегат от Варненското македоно-одринско дружество на Седмия македоно-одрински конгрес. Някшев е избран за председател на конгреса и за член на Контролната комисия.
Синът му Иван Някшев е комунистически активист.